# 우르남무 법전

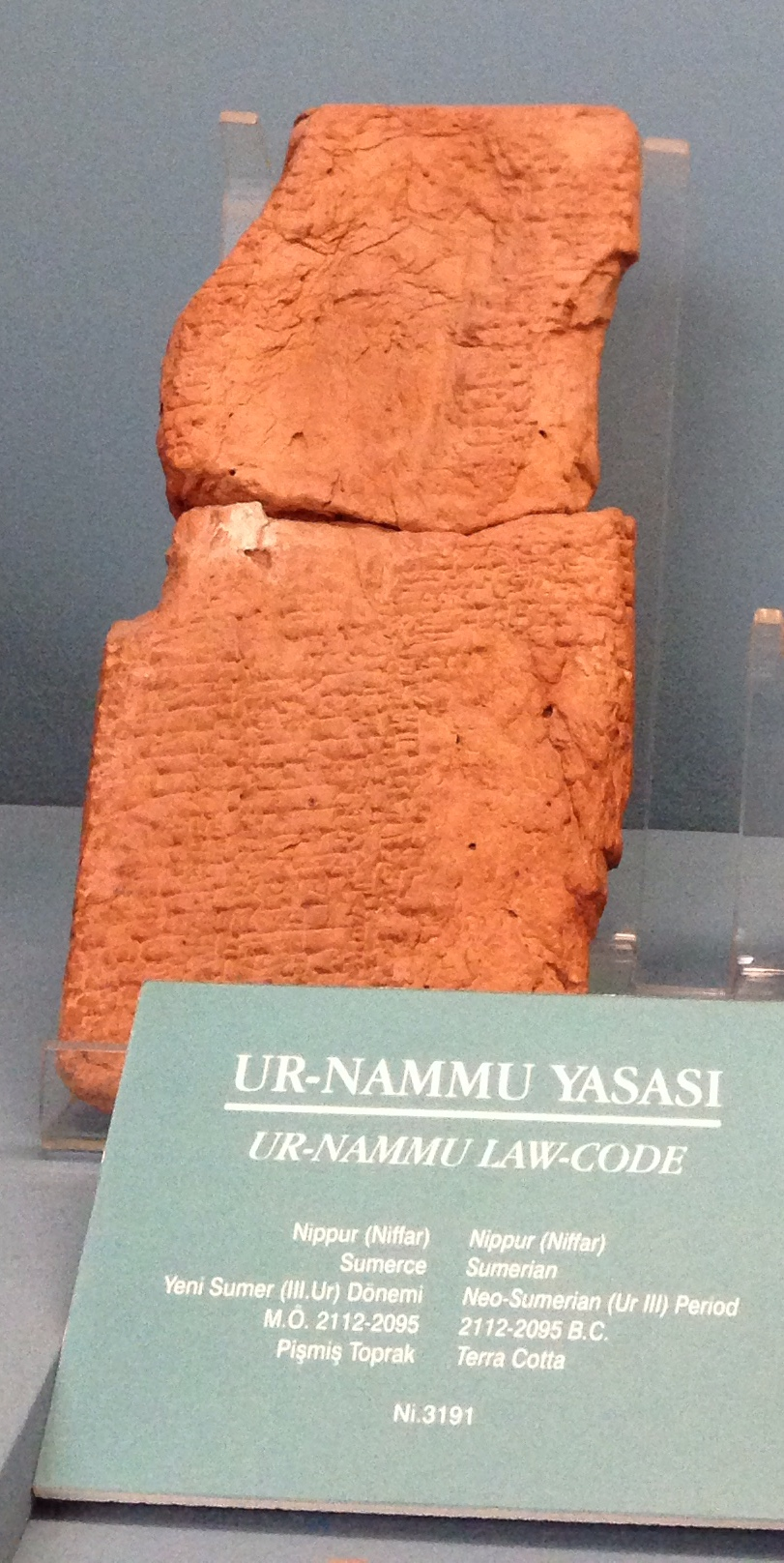
현재 최초의 판으로 알려진 법전.

우르남무(Ur-Nammu)의 법전( - 法典, 영어: Code of Ur-Nammu)은 현존하는 가장 오래된 법전을 담은 점토판이며 인류 최초의 성문법(문자로 적어 나타내고, 문서의 형식을 갖춘 법률)이다. 그것은 기원전 2100년~기원전 2050년 사이에 수메르어로 기록되었다. 비록 서문이 우르 제3 왕조의 우르남무왕을 직접적으로 지목하지만 약간의 학자들은 그의 아들 슐기에 그 공이 있다고 생각한다.
니푸르에서 발견된 두조각에 들어 있는 법전의 첫 사본은 1952년 샤무엘 크레이머에 의해 번역되었다. 그 부분적인 보존 때문에 단지 프롤로그와 법의 5 개항만이 구별가능하였다. 추가의 점토판이 우르에서 발견되었고 1965년 번역되어 57개항의 법중 40개항이 재구성되었다. 시파르에서 발견된 또하나의 복사본은 약간의 다른 내용을 포함한다.
비록 우루카기나 법전과 같은 초기의 법전이 존재한다고 알려져 있지만 이것은 오늘날까지 발견되지는 않았다고 함. 그것은 함무라비 법전보다 약 3세기 앞섰다.

## 내용
안과 엔릴이 우르의 왕권을 난나에게 넘긴후, 닌수에게서 태어난 우르남무는 그의 평등과 진리의 원리에 따라....
그 후 강력한 전사 우르남무는 우르, 수메르, 아카드의 왕으로 도시의 주인 난나의 힘으로 진실로 우투의 말에 따라, 나라에 평등을 성취하였다. 그는 악덕과 폭력 그리고 헐벗음을 근절하였고, 사원의 월간 비용을 보리 90 구르,양 30 마리 그리고 버터 30 실라로 설정하였다. 그는 청동 실라 단위를 유행시켰고 1 미나의 무게를 표준화하였으며 1 미나와 관련 은의 쉐켈의 돌무게를 표준화하였다...
고아는 부유한 이에게는 보내지지 않았다. 과부는 힘센 이에게는 보내지지 않았다. 1쉐켈의 사람은 1미나의 사람에게 보내지지 않았다.
1. 살인을 저지른 사람은 사형되어야 한다.
2. 강도를 하면 사형될 것이다.
3. 어린이를 납치하면 그는 수감되고 은 15 쉐켈을 치러야 한다.
4. 노예가 노예와 결혼하면 그는 해방되고 가사일을 떠나지 않는다.
5. 노예가 원주민(자유인)과 결혼하면 그/그녀는 장남을 그 주인에게 보내야 한다.
6. 또 다른 이의 권리를 침해하고, 젊은이의 처녀 아내를 겁탈하면 그들은 그 남자를 죽일 것이다.
7. 남의 아내가 다른이를 따르고 동침하면, 그들은 그녀를 처형하지만 그 남자는 놓아줄 것이다.
8. 완력으로 다른이의 처녀 노예를 겁탈하면 5 쉐켈의 은을 지불해야 한다.
9. 남자가 그의 첫 아내와 이혼하면 1미나의 은을 지불해야 한다.
10. 그가 이혼하는 이가 이전에 과부였다면 그는 반미나를 지불해야 한다.
11. 남자가 과부와 계약없이 동침하면 그는 은을 지불할 필요가 없다.
12. 만약 남자가 마법으로 고소되면 그는 고나의 수행을 해야한다. 만약 그를 무고하는 고소자는 3쉐켈을 지불해야 한다.
13. 만약 남자가 아내를 간통으로 고소하고 그녀의 시련이 그녀의 무고를 증명하면 그는 1/3 미나를 보상해야 한다.
14. 예정의 사위가 그의 미래의 장인 집에 들어갔으나 후에 그의 딸을 다른이 에게 주면 장인은 가져간 선물의 두배를 돌려주어야 한다.
15. 노예가 도시 한계를 넘어 도주하였으나 누군가가 그를 돌려보내면 주인은 그에게 2쉐켈을 지불해야 한다.
16. 다른 이의 눈을 상해하면 은 1/2 미나를 물어야 한다.
17. 다른 이의 다리를 상해하면 10쉐켈을 지불해야 한다.
18. 난투중에 곤봉으로 다른이의 수족을 치면 그는 1미나를 지불해야 한다.
19. 다른 이의 코를 구리 칼로 상하게하면 그는 은 2/3 미나를 지불해야 한다.
20. 다른 이의 이빨을 부러뜨리면 은 2쉐켈을 지불해야 한다.
21. ...만약 그가 노예가 없다면 은 10쉐켈을 지불해야한다. 은이 없다면 그에 속한 다른 것을 주어야 한다.
22. 여자 노예가 그녀의 여주인과 자신을 비교하며 무례하게 말하면 그녀의 입에 1쿼트의 소금이 문질러 질 것이다.
23. 증인이 위증을 하면 은 15 쉐켈을 지불해야 한다.
24. 증인이 맹세를 철회하면 그는 소송의 경우의 가치한도에 따라 벌금을 내야 한다.
25. 다른 이의 땅을 몰래 개간하고 그가 불평하지만 거절되면 이 사람은 그 비용을 잃을 것이다.
26. 다른 이의 땅에 홍수를 내면 그는 땅 이쿠 당 3쿠르의 보리를 주어야 한다.
27. 경작가능한 땅을 다른 이에게 경작시켰으나 그가 그것을 경작하지 않아 쓸모없는 땅이 되면 그는 땅 이쿠 당 3쿠르의 보리를 주어야 한다.

## 같이 보기
- 함무라비
- 함무라비 법전